# Органический статут царства Польского
Органический статут царства Польского (пол. Statut Organiczny Królestwa Polskiego) — конституционный статут царства Польского, введённый после подавления Польского восстания 1830—1831 годов вместо конституции 1815 года.
Издан 14 (26) февраля 1832 года в Санкт-Петербурге Николаем I. Царство Польское объявлялось нераздельной частью российского государства. Упраздняя существовавшие ранее элементы польской государственности (Сейм, отдельную польскую армию и др.), органический статут сохранял ряд автономных учреждений (наместничество, Государственный совет и Совет управления при наместнике и др.).
Статут вносил изменения в государственное управление царством Польским. Сейм — законодательный орган конституционного периода, упразднялся. Вместо него для решения вопросов законодательства и других предложений «особенной важности» в российском Государственном совете учреждался Департамент по делам царства Польского. При императоре сохранялась должность министра-статс-секретаря, который должен был своей подписью контрассигновать утверждённые монархом законы и объявлять их польскому наместнику.
Руководство делами в царстве Польском поручалось Совету управления (или Административному совету), действовавшему от имени царя. В его состав входили наместник, главные директора, председатель Высшей счетной палаты и другие лица, назначенные «особыми повелениями» императора. Общее руководство делами царства Польского поручалось Государственному совету, состоящему из лиц, входивших в Совет управления, и чиновников, имевших звание государственных советников, а также других лиц, «постоянно или временно призываемых в заседания совета» по усмотрению царя.
Органический статут пересматривал количество и состав правительственных комиссий. Из-за отмены самостоятельной польской армии ликвидировалась комиссия по военным делам. Комиссия вероисповедная и народного просвещения объединялась с Комиссией внутренних дел и полиции. Сохранялись комиссии финансов и казначейства, а также юстиции.
Сохранились местные органы власти. Кроме того, Органический статут предполагал организацию собраний областных чинов, которые имели бы совещательный голос при обсуждении вопросов общего руководства царством Польским.
Судебная власть, дарованная императором и действовавшая от его имени, была представлена судами первой и второй инстанции: мировыми, гражданскими (земские и съездовые), уголовными (городские), а также коммерческими. Для пересмотра вынесенных ими решений учреждались апелляционные суды. Главной судебной инстанцией объявлялась Высшая судебная палата в Варшаве.
Статут 1832 года подтверждал свободу вероисповедания, но подчеркивал особое покровительство, оказываемое римско-католической церкви. Гарантировалось равенство всех жителей царства Польского перед законом «без всякого различия состояний или званий», личная свобода, свобода передвижения, право частной собственности.